# Dan Bouchard
Daniel Hector „Dan“ Bouchard (* 12. Dezember 1950 in Val-d’Or, Québec) ist ein ehemaliger kanadischer Eishockeytorwart und -trainer, der im Verlauf seiner aktiven Karriere zwischen 1968 und 1986 unter anderem 698 Spiele für die Atlanta Flames bzw. Calgary Flames, Nordiques de Québec und Winnipeg Jets in der National Hockey League bestritten hat. Seinen größten Karriereerfolg feierte Bouchard jedoch im Trikot der kanadischen Nationalmannschaft mit dem Gewinn der Bronzemedaille bei der Weltmeisterschaft 1978.

## Karriere
Bouchard war zwischen 1968 und 1969 zunächst in der Vorläuferliga der Ligue de hockey junior majeur du Québec (LHJMQ) für die Éperviers de Sorel tätig, die er zur Teilnahme am prestigeträchtigen Memorial Cup führte. Dort erreichte er mit der Mannschaft die Vorschlussrunde, wo sie am späteren Sieger, den Canadien junior de Montréal, scheiterte. Anschließend wechselte der Torwart in die Ontario Hockey Association (OHA) zu den London Knights, bei denen er in der Saison 1969/70 Stammtorhüter war. Nach der Spielzeit wurde das Talent im NHL Amateur Draft 1970 in der zweiten Runde an 27. Stelle von den Boston Bruins aus der National Hockey League (NHL) ausgewählt.

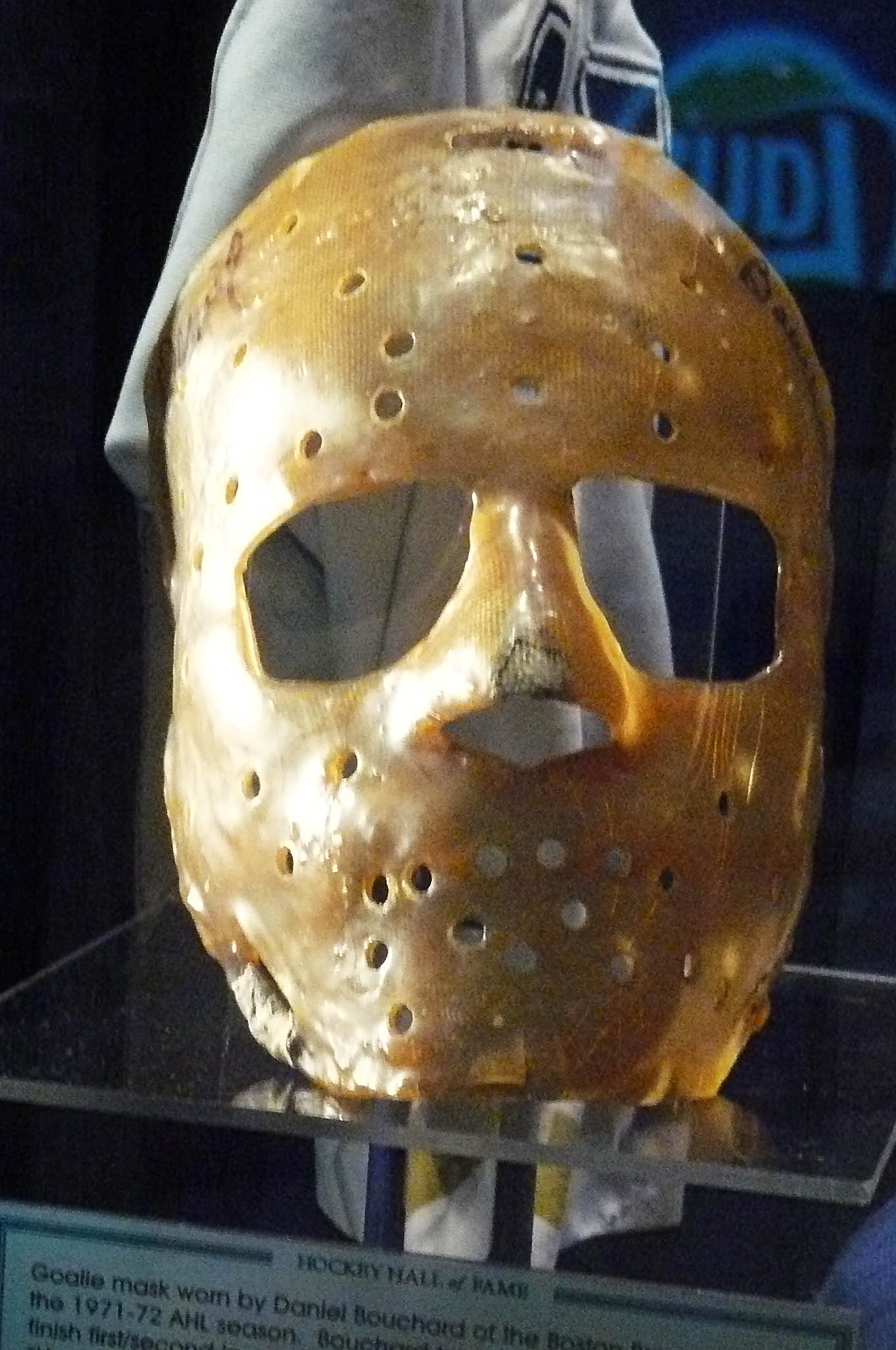
Bouchards Torwartmaske aus der Saison 1971/72 in der Ausstellung der Hockey Hall of Fame in Toronto

Die Bruins, die mit Gerry Cheevers und Eddie Johnston auf der Torhüterposition überaus gut besetzt waren, setzten Bouchard mit Beginn der Spielzeit 1970/71 in der American Hockey League (AHL) ein. Dort verbrachte er zunächst ein Jahr im Farmteam Hershey Bears, wo er sich die Aufgaben mit André Gill teilte. In der folgenden Saison wurde der Kanadier dann als Stammtorwart bei den Boston Braves eingesetzt. Gemeinsam mit Ross Brooks führte er die Mannschaft zur besten Bilanz am Ende der regulären Saison. Dazu trug das Duo, das im Saisonverlauf die wenigsten Gegentore kassierte, maßgeblich bei und erhielt folglich den Harry „Hap“ Holmes Memorial Award für diese Leistung. Bouchard fand sich zudem im AHL First All-Star Team wieder. Dennoch blieb er aufgrund der Konkurrenzsituation im Kader der Boston Bruins in diesen zwei Spielzeiten ohne NHL-Einsatz und ging daher ungeschützt in den NHL Expansion Draft 1972, wo er von den neu gegründeten Atlanta Flames ausgewählt wurde.
In Atlanta fand Bouchard für die folgenden acht Jahre eine sportliche Heimat. Der 21-Jährige bildete mit Beginn der Saison 1972/73 für die folgenden fünf Spielzeiten ein gleichberechtigtes Torwartduo mit dem nur zwei Jahre älteren Phil Myre, in dem beide Torhüter pro Spieljahr um die 40-mal das Tor hüteten. Mit dem Transfer Myres im Dezember 1977 übernahm Bouchard im Verlauf der Saison 1977/78 alleinig den Posten des Stammtorhüters. Seine 58 Einsätze in diesem Spieljahr steigerte er im folgenden Jahr auf 64. Da er die Hälfte seiner Einsätze gewann, war er am Ende der Saison 1978/79 der Schlussmann mit den meisten Siegen unter allen NHL-Torhütern. Erst zur NHL 1979/80 bekam er mit Pat Riggin wieder einen ernsthafteren Konkurrenten als Ersatzmann zur Seite gestellt. Dennoch absolvierte er erneut 53 Spiele. Nach der Saison zog er mit dem Franchise ins kanadische Calgary um, wo es den Spielbetrieb als Calgary Flames fortführte. Unter dem neuen Management war Bouchards Rolle als Nummer 1 mit Beginn der ersten Saison nach dem Umzug nicht mehr so eindeutig, und Riggin sowie Réjean Lemelin erhielten mehr Einsatzzeiten. Daraufhin initiierte der Kanadier im Januar 1981 nach Rücksprache mit General Manager Cliff Fletcher selbst einen Transfer zu den Nordiques de Québec, die ihn für Jamie Hislop eintauschten.
Beim Ligaschlusslicht aus seiner Heimatprovinz Québec übernahm Bouchard auf Anhieb den Stammposten im Tor von seinem Kontrahenten Michel Plasse. Mit 19 Siegen in 29 Spielen erreichte er mit der Mannschaft am Ende der regulären Saison noch die Playoffs, wo sie in der ersten Runde aber scheiterte. Auch in den folgenden drei Jahren war der Torwart maßgeblich daran beteiligt, dass die Nordiques sich für die Playoffs qualifizierten. Im Verlauf der Stanley-Cup-Playoffs 1982 stieß die Mannschaft bis ins Finale der Eastern Conference vor, wo sie dem späteren Stanley-Cup-Gewinner New York Islanders in der Serie klar mit 0:4 unterlag. Zur Saison 1984/85 verlor der mittlerweile 33-Jährige seinen Stammposten an das aufstrebende Talent Mario Gosselin und Richard Sévigny. Mit 29 Saisoneinsätzen absolvierte er die wenigsten Spiele seiner 13-jährigen NHL-Karriere. Da er der mit Abstand älteste des Trios war und mit Clint Malarchuk ein weiterer Torwart auf mehr Einsatzzeiten pochte, wurde Bouchard kurz nach dem Beginn der Saison 1985/86 im Oktober 1985 im Tausch für ein Siebtrunden-Wahlrecht im NHL Entry Draft 1986 zu den Winnipeg Jets transferiert. Dort beendete er als Ersatzmann von Brian Hayward seine 14. und letzte NHL-Saison. Im folgenden Spieljahr ließ er seine Karriere in der Schweiz bei Fribourg-Gottéron in der Nationalliga A, für die er dreimal zwischen den Pfosten stand, ausklingen. Parallel war er dort auch als Torwarttrainer tätig. Eine schwere Knieverletzung, die ihn zum Karriereende zwang, verhinderte mehr Einsätze.
Nach seinem Karriereende kehrte Bouchard in die Vereinigten Staaten zurück und ließ sich im Bundesstaat Georgia nieder. Im März 1990 unterzog er sich einer 14-stündigen Operation, bei dem ihm erfolgreich ein Hirntumor entfernt wurde. Bereits zum Beginn der Saison 1990/91 kehrte er nach insgesamt dreijähriger Pause ins Eishockey-Geschäft zurück und war bis zum Ende der Spielzeit 1994/95 als Torwarttrainer bei seinem Ex-Klub Nordiques de Québec in der NHL beschäftigt. Danach war er von 1995 bis 2012 über 17 Spielzeiten lang Cheftrainer der Eishockeymannschaft der Life University in Marietta im Bundesstaat Georgia. Das Programm nahm am Spielbetrieb der Division II der American Collegiate Hockey Association (ACHA) teil. Zwischen 1997 und 2002 gewann Bouchard mit dem Team fünf nationale Meistertitel.

### International
Für sein Heimatland nahm Bouchard mit der kanadischen Nationalmannschaft an der Weltmeisterschaft 1978 in der tschechoslowakischen Landeshauptstadt Prag teil. Dort bildete er gemeinsam mit Denis Herron ein gleichberechtigtes Torwartduo. Bouchard kam in sechs der zehn Turnierspiele der Kanadier zum Einsatz und gewann mit der Mannschaft am Turnierende die Bronzemedaille. Er selbst ging in den sechs Turnierspielen aber nur zweimal als Sieger vom Eis.
Zwei Jahre zuvor hatte der Torwart bereits zum erweiterten Aufgebot Kanadas für den Canada Cup 1976 gehört, wurde für den Turnierkader aber schlussendlich nicht nominiert und verblieb in der Folge dem Trainingskader erhalten.

## Erfolge und Auszeichnungen
- 1972 Harry „Hap“ Holmes Memorial Award (gemeinsam mit Ross Brooks)
- 1972 AHL First All-Star Team
- 1978 Bronzemedaille bei der Weltmeisterschaft

## Karrierestatistik

### International
Vertrat Kanada bei:
- Weltmeisterschaft 1978

(Legende zur Torhüterstatistik: GP oder Sp = Spiele insgesamt; W oder S = Siege; L oder N = Niederlagen; T oder U oder OT = Unentschieden oder Overtime- bzw. Shootout-Niederlage; Min. = Minuten; SOG oder SaT = Schüsse aufs Tor; GA oder GT = Gegentore; SO = Shutouts; GAA oder GTS = Gegentorschnitt; Sv% oder SVS% = Fangquote; EN = Empty Net Goal; 1 Play-downs/Relegation; Kursiv: Statistik nicht vollständig)